# Inocybe salicis-herbaceae
Inocybe salicis-herbaceae är en svampart som tillhör divisionen basidiesvampar, och som beskrevs av Robert Kühner. Inocybe salicis-herbaceae ingår i släktet Inocybe, och familjen Crepidotaceae. Arten är reproducerande i Sverige.